# تسریع شناختی
تسریع شناختی یا CA رهیافتی برای آموزش است که توسط مایکل شیر و فیلیپ ایدی در سال ۱۹۸۱ در دانشگاه کینگز لندن به هدف پرورش دادن توان تفکر دانشجویان توسعه یافت. این رویکرد بر اساس کاری از ژان پیاژه و لو ویگوتسکی و به شیوه ساختارگرایی طراحی شده.

## زمینه تئوری
مطابق پیاژه CA طبقاتی را در توسعه فکری شناسایی می‌کند. در مدرسه مهمترین آن انتقال از تفکر بر اساس شواهد عینی که با حقایق و تعاریف سر و کار دارند به تفکر انتزاعی که با هر تفکر که مستلزم فرایند ذهنی است می‌باشد. مطابق ویگوتسکی CA مفهوم ناحیه توسعه مبدأئی که به معنی تفاوت بین آنچه یادگیرنده با کمک و بدون کمک می‌تواند یاد بگیرد را دارد. روش CA احتیاج به یک میانجی دارد تا با پرسش سوالاتی منجر به خودشناسی راهنمایی یافته گردد. میانجیگری بین همتاها مؤثر است و باعث ترقی دانش آموزانی که به صورت گروهی روی مسئله کار می‌کنند میشود.

## ابزار
اولین ابزار آموزش که برای سال‌های هفتم و هشتم نوشته شده تسریع شناختی طی تحصیلات علمی یه CASE نامیده شد. بعد از سه سال میانجیگری در آمورزش علمی در دوازده کلاس نتایج با کلاس‌هایی که به صورت عادی تدریس می‌شدند مقایسه شد. آموزنده‌های CASE نه فقط نمرات بهتری در علوم کسب کردند بلکه ریاضیات و زبان انگلیسی هم به همان میزان بهبود نمره داشت. استفاده از رهیافت CA برای آموزش ریاضیات دوره ابتدایی و راهنمایی که به نام CAME شناخته می‌شود نتیجه مشابهی داشت. دیدن چنین انتقال از یادگیری به بقیه موضوعات در تحقیق علمی نادر است. توسعه‌های بعد محدوده فعالیت‌ها را در علوم پایه از پایه اول تا پنجم گسترش داده. تعدادی مقاله در رابطه به CASE و CAME در مجله Times Educational Supplement منتشر شده‌است. نشریه Let’s Think پکیج‌های CA را برای دروس اصلی دوره ابتدایی و راهنمایی تولید می‌کند.

## ساختار تدریس
CA دسته ای از مهارتها که تفکر انتزاعی را پی بندی می‌کنند اذعان می‌کند و با ساختارگرایی نگرشی که تصور می‌شود و به همان صورت که از طریق حقایق و تعاریف نمی‌توان یادگرفت را به اشتراک می‌گذارد. آموزندگان باید معنی و مفهوم را برای خود بسازند. دروس بر چالشهایی متمرکز است که فقط با ایده انتزاعی قابل یادگیری می‌باشند. موارد اولیه بر دسته‌بندی، اندازه‌گیری، تناسب، احتمال، متغییرها و اثبات می‌باشد.
مدرس زمینه یادگیری مناسب را فراهم می‌سازد و پادرمیانی می‌کند تا آموزنده‌ها را به سمت هدف یادگیری راهنمایی نماید.
میانجی سوالاتی بازجویانه می‌پرسد مانند:
چی فکر می‌کنی؟ - کدام بیشتر از همه گرم می‌شود؟ - چه اتفاقی دارد برای اتمها می‌افتد؟
که رفته رفته آموزنده‌ها را به جوابشان می‌رساند. میانجی می‌تواند مدارک و سرنخهایی را در اختیار آموزنده قرار دهد تا او را هدایت کند و شانس موفقیت را افزایش دهد.
دروسی که تفکر انتزاعی را پرورش می‌دهد ساختاری که در ادامه می‌بینید را دارند:
چیدن صحنه – چالشها – کار گروهی – تنیجه‌گیری کلی – شناخت فرایند – افزودن اطلاعات جدید به تجربیات گذشته